# 三代相論
三代相論（さんだいそうろん）は、文永4年（1267年）からおよそ50年間にわたった曹洞宗内の宗門対立の総称。開祖道元の遺風を遵守する保守派と民衆教化を重視した改革派の対立とされる。
永平寺3世義介の就任から退任までを1期、義介の再任と再退任までを2期、後に義介を3世と認めるか否かで生じた対立を3期とする見方がある。

## 概要

### 第1期
曹洞宗の開祖道元が建長5年（1253年）8月に入寂すると、弟子の孤雲懐奘が永平寺住職を継ぎ、曹洞宗2祖となった。
当時の曹洞宗僧団は、道元の宋からの帰朝以来の直弟子達と京都深草に興聖寺を開いた後に日本達磨宗から集団改宗した一派の2流があった。懐奘は日本達磨宗の法系に属する人であったが温厚篤実で両派の融和調停に尽力したため、両派の軋轢は表面化する事がなかった。
懐奘は道元の遺風を忠実に守る一方で永平寺の伽藍、規矩の整備に着手し、法甥にあたる徹通義介を弘長2年（1262年）に宋に派遣し調査、資料の請来にあたらせている。
文永4年（1267年）、懐奘が退任を決意すると整備改革のさらなる推進を図る義介と遺風遵守を第一とする義演のいずれを後任とするかで対立が生じた。結局、義介が永平寺3世・曹洞宗3世となったが、急速な革新に対する反発は次第に高まり義介の定めた行持に従わない者が続出するなどして、ついに文永9年（1272年）2月に義介は退任する。

### 第2期
義介が退任した後、懐奘が再任するが弘安3年（1280年）に入寂する。再び後任問題が持ち上がるが保守派からは人を得ず、懐奘の遺志により義介が再び永平寺に入ることとなった。
義介は自ら定めた行持を古規に戻すなど反対派との融和を図るが対立は深まる一方であり、7年後の弘安10年（1287年）永平寺を下山し加賀大乗寺に移った。この時、義介に従う多くの弟子も大乗寺に移り、道元の法系は永平寺と大乗寺に分かれることとなった。

### 第3期
義介の下山後、義演が永平寺住職に就任したが論争による寺内の疲弊は甚だしく、また義演が開基波多野氏の信頼を得られなかったこともあって寺勢は急速に衰える。後に義演も退任し『日本洞上聯灯録』によれば小庵に閑居し再び世に出ることはなかったという。
永平寺はしばらく無住状態になったと思われるが、正和3年（1314年）10月に義演が入寂し義雲が後任になると、永平寺の世代（歴代住職）に義介を数えるか否かで再び論争が起こった。この論争は義介を3世として認める形で決着するが、それまで義介に与えられていた「中興」の尊称は取り下げられた。義介が正式に永平寺の世代に数えられたのは、さらに時代が下り江戸時代後期になってからとする説もある。

## 備考
義介、義演は共に日本達磨宗の法系に属しており、対立は必ずしも道元直系派と日本達磨宗派の対立として割り切ることはできないが、義演が義介を非難する際に懐奘から道元禅と日本達磨宗の法統を重複して嗣法している点を挙げていることから、根底には両派の派閥対立の性格が認められる。

## 関係論文
- CiNii>三代相論